# Player (serwis internetowy)
Player (wcześniej: TVN Player) – polski internetowy serwis wideo na życzenie (i telewizja internetowa) uruchomiony 26 sierpnia 2011 roku.
W ofercie serwisu znajdują się programy i kanały grupy TVN Warner Bros. Discovery, a także zewnętrznych partnerów, m.in.: Canal+, Paramount Networks oraz Eleven Sports. Są to głównie seriale, filmy i programy rozrywkowe oraz kanały na żywo. Serwis dostępny jest na komputerach, urządzeniach mobilnych, Smart TV, konsolach oraz odtwarzaczach Apple TV i Chromecast.

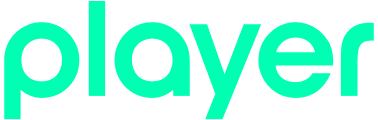
Zielone logo używane w darmowej wersji serwisu (od 2024)

## Historia
Serwis zadebiutował 26 sierpnia 2011 r. pod nazwą TVN Player. Od początku oferował dostęp do filmów, seriali oraz programów znanych z oferty kanałów telewizyjnych Grupy TVN (TVN, TVN 7, TVN Style, TVN Turbo). W 2013 r. wzbogacony został o treści VOD kanałów TVN24, TVN Meteo, Religia.tv i TTV.
24 lutego 2014 r. zmieniono jego nazwę na Player i rozbudowano o nowe funkcje. Oprócz treści VOD udostępniono w nim pierwsze kanały na żywo (TVN24, TVN Meteo, TVN24 BiS, Mango 24) oraz treści na życzenie i kanały na żywo nadawców zewnętrznych: pakiet FilmBox Live (Kino TV, FilmBox Premium HD, DocuBox HD, FashionBox HD, FightBox, Kino Polska, Kino Polska Muzyka) i AXN Now (AXN, AXN Black, AXN White, AXN Spin). Dostęp do serwisu z początku był bezpłatny, jednak podczas emisji materiałów pojawiały się reklamy. 24 lutego 2014 r. udostępniono pakiet Player Plus, do którego dostęp jest płatny.
31 sierpnia 2017 r. zmieniono szatę graficzną oraz logo serwisu. Poszerzono ponadto ofertę o kanały Platformy Canal+ oraz dodano funkcję przewijania kanałów na żywo.
11 czerwca 2018 r. do sprzedaży trafił dekoder player+ BOX, umożliwiający oglądanie 37 kanałów przez 90 dni (3 miesiące) bez podpisywania umowy.
Na początku lipca 2019 roku serwis rozpoczął w ramach usługi streamingu nadawanie sygnału stacji telewizyjnych emitowanych naziemnie należących do Grupy TVN, tj.: TVN, TVN7 i TTV. Dodatkowo wiele seriali TVN, które wcześniej można było oglądać za darmo, stało się płatnych.
W maju 2020 roku wprowadzono obowiązek rejestracji i logowania w celu obejrzenia dostępnych materiałów (większości).
8 grudnia 2020 r. serwis wzbogacił się o kolekcję discovery+, tj. produkcje własne Discovery (pod marką discovery+ Originals).
Od 16 lutego 2021 do 17 stycznia 2024 roku serwis dostępny był wyłącznie w wersji płatnej; mimo to przy wyborze tańszych pakietów materiały przerywano reklamami.
18 stycznia 2024 roku przywrócono darmową ofertę dotychczas dostępną w serwisie VOD.pl. Uruchomiono także 15 kanałów FAST dostępnych wyłącznie na platformie Player, w których tworzeniu ramówki pomaga sztuczna inteligencja. 15 marca 2024 roku uruchomiono kolejny kanał FAST pod nazwą TVN Milionerzy, na którym całodobowo są emitowane odcinki teleturnieju Milionerzy. 
9 maja 2024 do oferty kanałów dodano TV Puls.
11 czerwca 2024 Maciej Gozdowski, wiceprezes Warner Bros. Discovery w Polsce poinformował, że w związku z uruchomieniem serwisu Max, platforma Player nie będzie już udostępniać premierowo własnych produkcji oryginalnych oraz premierowych treści z anten stacji należących do grupy TVN. Docelowo Player ma stać się serwisem działającym w modelu BVoD, który udostępnia bezpłatnie, treści po ich emisji telewizyjnej, ale obarczając je przerwami reklamowymi. Serwis pod koniec tego samego roku rozpoczął wzmacnianie wypożyczalni filmów z polskimi i międzynarodowymi produkcjami i wprowadził tzw. model TVOD, czyli udzielanie 48-godzinnego dostępu do wybranej produkcji po uiszczeniu odpowiedniej opłaty.
29 października 2024 do oferty bezpłatnych kanałów dołączono stacje Telewizji Polskiej: TVP1, TVP2 i TVP3 (we wszystkich 16 wersjach regionalnych).
24 marca 2025 do oferty bezpłatnych kanałów dołączono stacje Grupy Polsat Plus: Polsat i TV4 dzięki czemu w Playerze są dostępne wszystkie największe kanały naziemne w Polsce.

## Produkcje własne (Player Original)

### Seriale
- Web Therapy (2015) – serial komediowy na licencji amerykańskiego serialu o tej samej nazwie; główna bohaterka, doktor Lucyna Kole-Bojarska (Agata Kulesza) udziela terapii za pośrednictwem Internetu[20].
- Para nie do pary (2016) – serial z udziałem Magdaleny Różczki i Pawła Małaszyńskiego w roli narzeczonych, nakręcony w 360°[21].
- Wielkie teorie Darwina (2016) – serial składający się ze skeczy umiejscowionych w prehistorii, średniowieczu, czasach współczesnych i przyszłości, stworzony przez Grupę Filmową Darwin[21].
- Szkoła. Parodia (2017) – seria odcinków przygotowanych przez YouTuberów, będąca parodią serialu paradokumentalnego TVN Szkoła.
- Chyłka (2018–2022) Osobny artykuł: Chyłka.
- Zakochani po uszy (2019–2021) Osobny artykuł: Zakochani po uszy.
- Motyw (2019) Osobny artykuł: Motyw (polski serial telewizyjny).
- Szadź (2020–2022, kontynuacja w Max) Osobny artykuł: Szadź (serial telewizyjny).
- Żywioły Saszy. Ogień (2020) Osobny artykuł: Żywioły Saszy. Ogień.
- Nieobecni (2020–2022) Osobny artykuł: Nieobecni (serial telewizyjny).
- 25 lat niewinności. Sprawa Tomka Komendy (2021) – miniserial na bazie filmu o tym samym tytule[22].
- Mamy to (2021) – serial komediowy z Laurą Breszką i Katarzyną Kołeczek w rolach głównych[23].
- Misja (2021) – serial komediowy współtworzony z Grupą Filmową Darwin, którego akcja toczy się w kosmosie[24].
- Skazana (2021–2023, kontynuacja w Max) Osobny artykuł: Skazana.
- Papiery na szczęście (2021–2023) – serial obyczajowy realizowany we współpracy z TVN 7[25].
- Pajęczyna (2021)[26] Osobny artykuł: Pajęczyna (serial telewizyjny).
- Kontrola (2021–2022) Osobny artykuł: Kontrola (serial telewizyjny).
- Tajemnica zawodowa (2021–2022) Osobny artykuł: Tajemnica zawodowa (serial telewizyjny).
- Behawiorysta (2022)[27] Osobny artykuł: Behawiorysta (serial telewizyjny).
- Mój agent (2022–2023)[28] Osobny artykuł: Mój agent.
- Pati (2023)[29]

- Lipowo. Zmowa milczenia (2023) – serial inspirowany kryminałem Katarzyny Puzyńskiej pt. „Motylek”[30].
- Na Twoim miejscu (2023)[31]
- Camera Café. Nowe parzenie (2023)

- Klara (2023)[32].

### Programy rozrywkowe
- Lip Sync Battle Ustawka (2016) – rozrywkowy program oparty na formacie Lip Sync Battle, w którym dwie znane osoby rywalizują o Pas Zwycięzcy, przedstawiając na scenie utwory muzyczne; istotą programu jest fakt, że uczestnicy tak naprawdę nie śpiewają – poruszają tylko ustami do oryginalnej ścieżki dźwiękowej piosenki[33].
  - Abstrachuje Ustawka (2016) – kulisy programu Lip Sync Battle Ustawka, prowadzone przez twórców kanału Abstrachuje.
- You can… shake (2016) – pięcioodcinkowa seria konkursu tanecznego dla młodych zespołów, prowadzona przez zwycięzcę 8. edycji You Can Dance – Po prostu tańcz, Mateusza Sobecko.
- Nie ma, że nie mogę (2016) – program trenerki Katarzyny Wolskiej, w którym przekonuje widzów do pokonywania własnych słabości (poprzez uprawianie różnych sportów)[21].
- 1 na 1 – Walka na style (2016)[21]
- Doniesienia (2020) – satyryczny program informacyjny (po pierwszym odcinku zaprzestano publikowania kolejnych)[34].
- Fame czy Shame (2020) – reality show z udziałem młodych osób znanych z popularnych mediów społecznościowych[35].
- One Night Squad (2021) – reality show z udziałem uczestników innych programów tego typu, realizowany na Zanzibarze[36].
- Prince Charming (2021) – reality show z udziałem osób homoseksualnych[37].
- Żony Miami (2021) – reality show o pięciu Polkach mieszkających na Florydzie[38].
- Pałacowe love (2022)[39]
- Królowa przetrwania (2023) – reality show z udziałem celebrytek w dżungli[40].

### Dodatki do programówTVN
- Lekarze po godzinach (2013) – dopełnienie właściwego serialu (Lekarze); aktorzy w humorystyczny sposób nawiązywali bezpośrednio do zdarzeń w premierowych odcinkach emitowanych w TVN[41].
- Kuba Wojewódzki. Ciąg dalszy[42] (od 2013) – nieemitowane w telewizji fragmenty rozmów z talk-show Kuba Wojewódzki.
- Lekarze nocą (2014) – komediowa odsłona serialu Lekarze, show dwóch bohaterów drugoplanowych: doktora Tadeusza Guły (Adam Cywka) i doktora Łukasza Wileckiego (Marcin Tyrol); akcja zawsze toczyła się na nocnym dyżurze[43].
- Kuchenne rewolucje. Powroty[44] (2015, 2017) – Charles Daigneault powraca po latach do restauracji, które przeszły Kuchenne rewolucje.
- Żony Hollywood. Więcej[44] (2015, 2017) – nieemitowane fragmenty Żon Hollywood.
- Projekt Lady. Więcej (2016–2017) – nieemitowane fragmenty poszczególnych odcinków Projektu Lady.
- Top Model – Więcej (2016) – materiały dodatkowe do 6. sezonu programu Top Model.
- Azja Express. Więcej (2016) – bonusowe ujęcia z nagrań poszczególnych odcinków 1. edycji Azji Express.
- Singielka. Ciąg dalszy[45] (2016) Osobny artykuł: Singielka.
- Agent – Gwiazdy. Więcej (2017) – przypomnienie kilku materiałów z właściwego odcinka programu Agent – Gwiazdy, wraz z rozszerzeniem niektórych z nich.
- Azja Express. Domówka (2017) – program prezentujący uczestników 2. edycji Azji Express oglądających w telewizji reality show z ich udziałem.
- Iron Majdan. Domówka (2018)
- Ameryka Express. Domówka (2018) – program prezentujący uczestników Ameryki Express oglądających w telewizji reality show z ich udziałem.
- Mam talent! TV (2018–2019[potrzebny przypis]) – występy, których nie umieszczono w wersji telewizyjnej 11. edycji talent show Mam talent!.
- Top Model. Front Row (2018–?) – niepublikowane w telewizji materiały odnoszące się do programu Top Model.
- Ameryka Express: La Impreza (2020) – program, w którym uczestnicy Ameryki Express wspólnie oglądających poszczególne odcinki show.

## Kanały FAST
22 kanały typu FAST (Free Ad Supported Television) dostępne są począwszy od 18 stycznia 2024 roku. Nadają powtórkowo starsze produkcje z kanałów linearnych grupy TVN, natomiast reklamy emitowane są w technologii DAI z personalizacją spotów dla danego użytkownika. 
Lista kanałów: 
- TVN Prawo i życie,
- TVN Moto,
- TVN Telenowele,
- TVN Szpitalne historie,
- TVN Rajska miłość,
- TVN Momenty prawdy,
- TVN Rewolucje w kuchni,
- TVN Kultowe seriale,
- TVN W domu,
- TVN Seriale o kobietach,
- TVN Talk show,
- TVN Kryminalnie,
- TVN Życie jak w bajce,
- TVN Szkoła życia,
- TVN Usterka,
- TVN Milionerzy[47] (od 15 marca 2024),
- TVN Pora na show[48] (od 16 maja 2024),
- TVN Czas na ślub[49] (od 18 września 2024),
- TVN Kulinarne podróże[49] (od 18 września 2024),
- TVN Patrol[49] (od 18 września 2024),
- TVN Brzydula[50] (od 28 kwietnia 2025),
- TVN Mam Talent[50] (od 28 kwietnia 2025).